# 小田原蒲鉾

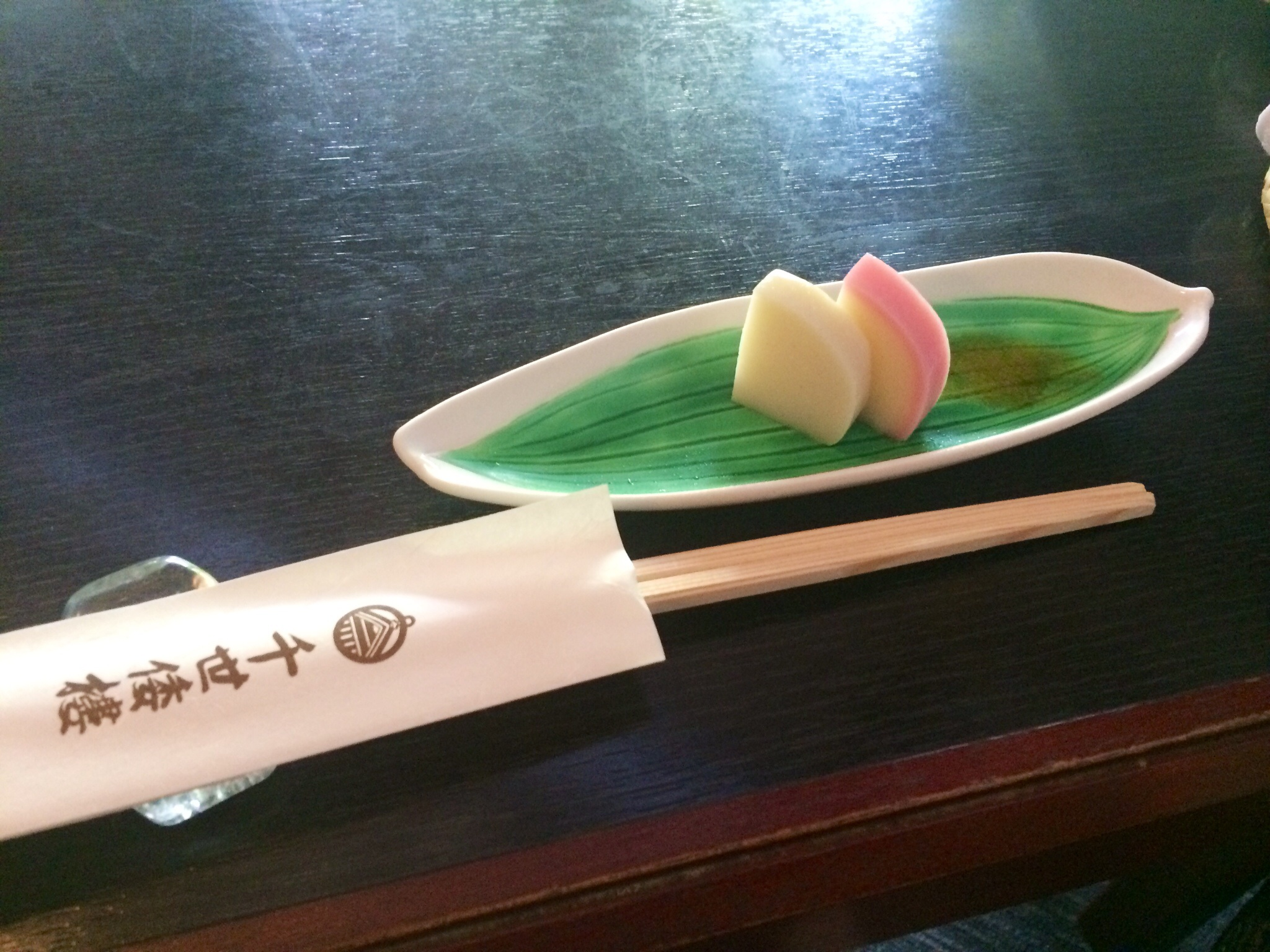
小田原蒲鉾

小田原蒲鉾（おだわらかまぼこ）は、蒲鉾の一種。小田原蒲鉾、小田原かまぼこは、地域団体商標である。

## 概要
小田原の名産である小田原蒲鉾の起源は古く、少なくとも幕末には板付蒲鉾が作られていた。
蒲鉾の原料魚としては、明治から大正にかけては相模湾のオキギス、ムツ、イサキなどが用いられていたが、昭和になると生産量の増大に対応するためグチが主流となった。第二次世界大戦以後、全国的にスケソウダラの冷凍すり身が普及し、小田原でも利用が増えたが、現在においても小田原ではグチの使用量が全国一である。
2006年11月に小田原蒲鉾水産加工業協同組合により「小田原蒲鉾」「小田原かまぼこ」は地域団体商標として登録された。その後同組合は改組し、2020年現在の権利者は神奈川県小田原市の「小田原蒲鉾協同組合」である。
2022年3月、「小田原蒲鉾」として文化庁『100年フード』（令和3年度・伝統の100年フード部門）に認定された。

## 組合
明治時代の中頃に、小田原のかまぼこ屋を取りまとめる同業者の会ができたのが始まりで、1940年（昭和15年）には戦時下における砂糖や調味料の配給、蒲鉾の原料魚の割当確保のために「小田原蒲鉾工業組合」が組合員25名で設立された。
1966年（昭和41年）12月10日に「小田原蒲鉾水産加工業協同組合」が発足、これは商工組合法による「小田原蒲鉾工業組合」から、水産組合法による水産加工工業協同組合に組織替えをして欲しいという全国蒲鉾組合からの要請によるものであった。
その後「小田原蒲鉾協同組合」として改組し、2020年時点での組合員企業は以下の11社である。
- 伊勢兼商店
- 籠淸（小田原かごせい）
- 杉兼商店
- 杉清商店
- 鈴廣かまぼこ
- 鈴松蒲鉾店
- 田代吉右衛門本店
- 土岩商店
- 山一蒲鉾店
- 山上蒲鉾店
- わきや商店

## 商標訴訟
組合に加入せずに「小田原かまぼこ」「小田原蒲鉾」を商品名に使用していた隣接市業者を、小田原蒲鉾協同組合は2016年3月に商標権侵害で提訴したが、隣接市業者に先使用権などが認められて棄却された。その後、知財高裁に持ち込まれ和解が成立した。

## 関連
- 鈴廣
- 籠淸
- 丸う田代